# 練懿樂
練懿樂（英語：Nelson Lien Yi Le，1994年2月28日—），出生於台灣的華語流行音樂創作歌手，擅長彈奏木結他及音樂創作，同時亦是一名婚禮歌手及街頭藝人。2015年11月跟歌手林俊傑在台北信義區街頭演唱《江南》吸引許多路人圍觀，該影片亦在網上流傳。

## 簡歷
練懿樂出生於台北市，小時候在基隆市生活，曾就讀國立基隆高級中學。他從小熱愛音樂和唱歌，高中時曾於學校自組樂團參加不同歌唱比賽，均拿到不錯的成績；16歲開始在基隆市街頭及餐廳演唱，18歲則慢慢學習樂器（結他老師是查克樂器的老闆陳柏榕），擅長彈奏木結他，亦參與音樂創作如搖滾樂、流行音樂、嘻哈、金屬音樂、節奏口技、唱腔模仿等。
練懿樂曾於台灣男歌手蕭敬騰的模仿大賽中拿下了第一名，後來搬去台北市居住，初時一邊兼職一邊往西門町、信義區跟香港街頭演唱。2014年起，他擔任家人和親朋戚友的婚禮歌手，繼而留在該行業發展，其後還不時獲邀到咖啡廳、百貨公司、學校等地方，當大型活動表演嘉賓及唱歌比賽評判；2015年11月與新加坡男歌手林俊傑於台北信義區街頭演唱《江南》期間吸引許多路人圍觀，而該影片也在網上廣傳，讓他漸為人所認識，其面書的粉絲專頁更逾12萬。

## 演出作品

### 電視節目
| 首播                   | 節目名        | 備註               |
| 中視無線台、中天娛樂台 |               |                    |
| 2011年                 | 華人星光大道1 | 第21集踢館歌手     |
| 三立都會台、東森綜合台 |               |                    |
| 2019年                 | 綜藝大熱門    | 20190129期比賽歌手 |

## 外部連結
- 練懿樂的Facebook專頁
- 練懿樂的Instagram帳戶
- YouTube上的Scarlett Lin頻道（練懿樂街頭演唱片段）